# Orest Danilovich Khvolson

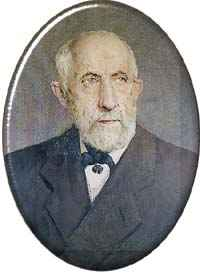
Orest Khvolson

Orest Danilovich Khvolson (em russo:  Орест Данилович Хвольсон wtf) (São Petersburgo, 4 de dezembro de 1852 - 11 de maio de 1934, Leningrado) foi um físico russo e membro honorário da Academia Russa das Ciências (1920).
Orest Khvolson graduou-se na Universidade de São Petersburgo em 1873. Lecionou como Alma mater a partir de 1876, tornando-se professor em 1891. Orest Khvolson escreveu artigos de eletricidade, magnetismo, fotometria, e actinometria. Ele desenvolveu plantas de actinometros e pyrheliometros que foram utilizados nas estações meteorológicas russas durante longo tempo. A partir de 1896, Khvolson esteve engajado em escrever um livro de cinco volumes, chamado de Physics Course (Курс физики) que aprimoraria o ensino da física na Rússia. Esses livros foram traduzidos para as línguas alemã, francesa e castelhana.
Orest Khvolson recebeu o prêmio Order of the Red Banner of Labor. Propôs, em 1924, que a teoria da relatividade geral de Albert Einstein poderia formar lentes gravitacionais, futuramente formalizados por Einstein em 1936. A "Cratera Khvolson" na Lua foi nomeada em sua homenagem.